# John Nicholas Wurm
John Nicholas Wurm (* 6. Dezember 1927 in St. Louis, Missouri, Vereinigte Staaten; † 27. April 1984) war ein US-amerikanischer Geistlicher und römisch-katholischer Bischof von Belleville.

## Leben
John Nicholas Wurm empfing am 3. April 1954 das Sakrament der Priesterweihe für das Erzbistum Saint Louis.
Papst Paul VI. ernannte ihn am 25. Juni 1976 zum Titularbischof von Plestia und zum Weihbischof in Saint Louis. Der Erzbischof von Saint Louis, John Kardinal Carberry, spendete ihm am 17. August desselben Jahres die Bischofsweihe; Mitkonsekratoren waren Joseph Alphonse McNicholas, Bischof von Springfield in Illinois, und Charles Herman Helmsing, Bischof von Kansas City-Saint Joseph.
Papst Johannes Paul II. ernannte ihn am 19. September 1981 zum Bischof von Belleville. Die Amtseinführung fand am 4. November desselben Jahres statt.